# Federico Rauch
Federico Rauch o Friedrich Rauch  (Weinheim, Electorado del Palatinado; 9 de agosto de 1790-Las Vizcacheras, Argentina; 28 de marzo de 1829) fue un militar alemán al servicio de Argentina, que participó activamente en las campañas previas a la Conquista del Desierto contra los indígenas que los sucesivos gobiernos argentinos efectuaron durante la tercera década del siglo XIX y en las guerras civiles de ese país, falleciendo por degüello en el Combate de las Vizcacheras que lo enfrentó contra las fuerzas federales.

## Biografía
Nació en Weinheim, Electorado del Palatinado, actualmente en el estado de Baden-Wurtemberg, Alemania.
Acumuló experiencia en el ejército prusiano bajo el mando del mariscal Gebhard Leberecht von Blücher, quien jugó un papel crucial en la derrota de Napoleón en la batalla de Waterloo. Tras la caída de Napoleón, se trasladó al Río de la Plata.

### Llegada a la Argentina
Federico Rauch llegó a las Provincias Unidas del Río de la Plata el 23 de marzo de 1819, y se incorporó inmediatamente al ejército con el grado de Teniente Segundo por despacho firmado por el Director Supremo de las Provincias Unidas del Río de la Plata, Juan Martín de Pueyrredón.
Posteriormente recibió el ascenso a Capitán el 7 de septiembre de 1820 y a Sargento Mayor el 13 de junio de 1821. Al ser ascendido a Sargento Mayor, fue trasladado al Regimiento de "Húsares de Buenos Aires", en el que permaneció el resto de su carrera militar y alcanzó el grado de Coronel, cuando solo tenía 33 años.
Las luchas entabladas por Rauch contra el indio fueron un capítulo más de las Campañas previas a la Conquista del Desierto que dieron paso a la Conquista del Desierto hacia fin del siglo XIX emprendida por Adolfo Alsina y Julio Argentino Roca.

### Matrimonio
El 4 de agosto de 1827 Federico Rauch contrajo matrimonio con Narcisa Pérez Millán, en la Parroquia San José de los Arrecifes.

### Campañas del coronel Federico Rauch
Tres fueron las Campañas de Martín Rodríguez contra los indígenas que efectuó a poco de asumir como gobernador de la Provincia de Buenos Aires y que se prolongaron entre 1820 y 1824. Rodríguez delegó prácticamente el mando en su ministro Bernardino Rivadavia y se dedicó a hacerles la guerra a los indios del desierto en la frontera sur provincial. El gobernador Martín Rodríguez fue partidario de realizar campañas punitivas para terminar con los malones indígenas que asolaban la frontera sur de la provincia.[cita requerida] Al respecto sostuvo

La experiencia de todo lo hecho nos enseña el modo de manejarse con estos hombres; ella nos guía al convencimiento de que la guerra se presenta el único remedio bajo el principio de desechar toda la idea de urbanidad y considerarlos como enemigos que es preciso destruir y exterminar.

El coronel Federico Rauch fue asignado a la defensa de la frontera sur de Buenos Aires. Secundó a Juan Manuel de Rosas y hasta fue premiado por los pobladores y estancieros de la zona por su extrema dureza y efectividad en la contienda contra los indios. Por su prestigio personal en la lucha contra el indio se lo conocía como el "guardián de las fronteras", así como por sus métodos se hizo merecedor, un siglo después de su muerte, del apodo "el carnicero Rauch".
Durante el transcurso de la Guerra del Brasil, conocedores los indios de debilidad fronteriza a causa del conflicto bélico, en agosto de 1826 lanzaron un malón de 400  lanzas procedentes de Chile y 35 más de Pincheira que asoló Salto, arreando todo el ganado. Un nuevo malón en el que participaron realistas provenientes de Las Bruscas tuvo lugar durante septiembre arrasando Dolores, Chascomús y Monsalvo. Unos 1000 hombres atacaron y robaron ganado en la Cerrillada de los Huesos. El 11 de septiembre de 1826 el teniente coronel Morel fue vencido por 700 indios al mando del cacique Mulato y fusileros pincheiros al mando de Godé en la Batalla de los Toldos Viejos lo que causó gran alarma en las autoridades nacionales.
Ante esta situación y a fin de corregir la precariedad de las fronteras, entre 1826 y 1827 Rauch realizó tres campañas militares durante las cuales la frontera se estableció desde Melincué, pasando por el Fuerte Federación (fundado el 27 de diciembre de 1827, siendo el origen de la ciudad de Junín), 25 de Mayo y Tapalqué, hasta el cabo Corrientes. Todas ellas fueron en represalia contra los indígenas que habían realizado malones poco antes de cada una, saqueando animales y masacrando pobladores de las zonas rurales.
- Primera campaña: partió el 25 de octubre de 1826 con 800 soldados desde Toldos Viejos, unos 50 km al suroeste de Dolores.
- Segunda campaña: se inició en noviembre de 1826 con 1200 soldados de los Regimientos de Caballería de Línea 5, 6 y 7.
- Tercera campaña: partió a fines de enero de 1827.[5]

En los tres casos, el éxito fue total, causando enormes daños a las parcialidades indígenas y rescatando ganados y cautivas. El poeta rivadaviano Juan Cruz Varela, el futuro instigador del asesinato de Manuel Dorrego, escribió, en 1827, estos versos elogiando al militar

Joven terrible, rayo de la guerra
espanto del desierto,
cuando vuelves triunfante a nuestra tierra
del negro polvo de la lid cubierto,
te saluda la Patria agradecida
y la campaña rica
que debe a tu valor su nueva vida
tus claros hechos, y tu honor pública.

El 24 de febrero de 1827, el presidente de las Provincia Unidas del Río de la Plata, Bernardino Rivadavia, emitió un oficio que sirvió como preámbulo a la entrega de un sable en honor del prusiano.
En sus partes militares el coronel Rauch se refería en esta forma a los indígenas derrotados: 

“Hoy, 18 de enero de 1828, para ahorrar balas, degollamos a 27 ranqueles”.
Coronel Friederich Rauch

En marzo de 1828, Rauch asumió la comandancia del Fuerte Federación, debido a que el comandante Bernardino Escribano había pedido licencia por enfermedad. En una carta que envió al gobierno, Rauch describió la situación angustiosa

las familias están a la intemperie; por la carestía de géneros y el escaso sueldo de los maridos se hallan medio desnudas.

Tal era la difícil situación de la población blanca en los pagos aledaños a la frontera con el indio.

### Derrota y muerte

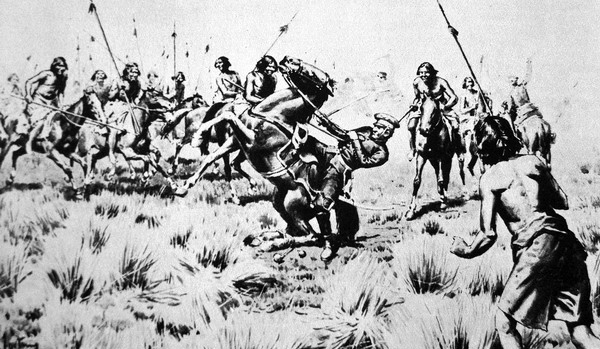
Muerte de Federico Rauch. Ilustración de F. Fortuny.

Tras la revolución producida en Buenos Aires, en diciembre de 1828, en que el general unitario Juan Lavalle depuso al gobernador federal Manuel Dorrego, Federico Rauch tomó partido por el jefe revolucionario. Solicitó permiso al nuevo gobernador de la provincia para retirarse a Buenos Aires, por lo que el mando de Fuerte Federación pasó nuevamente al coronel Escribano, partidario también de Lavalle.
A principios del año siguiente volvió a salir en campaña con el apoyo de gauchos e indios, para enfrentar a los federales, que estaban conducidos por Juan Manuel de Rosas, que también tenían en sus fuerzas a los gauchos y a los indígenas. 
Rauch fue derrotado en el combate de las Vizcacheras, ocurrido el 28 de marzo de 1829, durante el cual fue lanceado por el jefe ranquel Nicasio Maciel, apodado Arbolito, junto al coronel Nicolás Medina. Rauch fue decapitado, su cabeza fue primeramente arrojada en la puerta de la madre del después coronel federal Prudencio Arnold, a quien Rauch supuestamente había jurado matar, y luego llevada en triunfo a la ciudad de Buenos Aires y arrojada en una calle céntrica como un desafío.

## Homenajes
- Fue homenajeado con las exequias más lujosas de la época.
- Un partido del interior de la provincia de Buenos Aires lleva su nombre.
- En la ciudad de Buenos Aires hasta inicios del siglo XXI Federico Rauch fue epónimo de un pasaje o callejón muy especial (con forma de "S") ubicado en el linde norte del barrio de Balvanera. Dicho pasaje es lo que resta de una curva del primer ferrocarril argentino, que en la actualidad se denomina pasaje Enrique Santos Discépolo. Debido a este cambio contemporáneamente su nombre se encuentra homenajeado en un pasaje que corre paralelo a las calles Guardia Vieja y Lavalle, entre las calles Salguero y Medrano, en el barrio de Almagro. También es el epónimo de uno de los caminos del parque Tres de Febrero, en el barrio de Palermo.
- En el Partido de Tres de Febrero, en el Gran Buenos Aires, también hay una calle que lleva su nombre.[cita requerida]